# Евпатерий
Евпатерий (лат. Eupaterius) — римский политический деятель второй половины IV века.
Евпатерий происходил из Греции. После раздела административной реформы провинции Палестина около 357 года он управлял выделенной из неё провинцией Палестина Салютарис. Состоял в переписке с известным ритором своего времени Либанием.